# 400 mètres haies masculin aux Jeux olympiques d'été de 1952
Pour un article plus général, voir Athlétisme aux Jeux olympiques d'été de 1952.
Navigation
Londres 1948 Melbourne 1956
L'épreuve du 400 mètres haies masculin aux Jeux olympiques de 1952 s'est déroulée les 20 et 21 juillet 1952 au Stade olympique d'Helsinki, en Finlande.  Elle est remportée par l'Américain Charles Moore.

## Résultats

### Finale
| Rang               | Athlète         | Pays             | Temps  | Notes |
| ------------------ | --------------- | ---------------- | ------ | ----- |
| Médaille d'or      | Charles Moore   | États-Unis       | 50 s 8 | OR    |
| Médaille d'argent  | Yuriy Lituyev   | Union soviétique | 51 s 3 |       |
| Médaille de bronze | John Holland    | Nouvelle-Zélande | 52 s 2 |       |
| 4                  | Anatoliy Yulin  | Union soviétique | 52 s 8 |       |
| 5                  | Harry Whittle   | Grande-Bretagne  | 53 s 1 |       |
| 6                  | Armando Filiput | Italie           | 54 s 4 |       |